# Braccio di Ferro maniscalco
Braccio di Ferro maniscalco (Shoein' Hosses) è un film del 1934 diretto da Dave Fleischer. È un cortometraggio d'animazione della serie Braccio di Ferro, uscito negli Stati Uniti il 1º giugno 1934. Nel 1944 ne fu distribuito un remake dal titolo The Anvil Chorus Girl, prodotto dalla Famous Studios.

## Trama
L'attività di fabbro di Olivia Oyl non è certo aiutata dall'incompetenza del suo assistente Poldo Sbafini, così lo licenzia e mette un cartello con scritto "Cercasi fabbro". Mentre Braccio di Ferro cammina per strada cantando la sua canzone, nota il cartello (e Olivia) e decide di candidarsi. Bluto esce da un saloon – usando un lampione per accendersi il sigaro – e vedendo il cartello decide di candidarsi anche lui, così i due uomini entrano insieme. Olivia chiede loro di mostrarle cosa sanno fare, così i due dimostrano la loro abilità nel maneggiare il metallo rovente a mani nude, piegandolo e spezzandolo. Braccio di Ferro supera Bluto in ogni cosa ed è anche in grado di ferrare un cavallo molto più velocemente, così si mette a ridere e fa infuriare Bluto, che gli lancia un'incudine in testa tramortendolo. Quando però l'omone malmena Olivia per obbligarla ad assumerlo, Braccio di Ferro si riprende e accorre in suo soccorso. La loro rissa si conclude con il marinaio gettato in una fornace, che lo lascia rovente e pronto a essere lavorato contro un'incudine da Bluto. Dopo essersi raffreddato, Braccio di Ferro mangia gli spinaci, il che gli permette di spingere da parte il suo aguzzino e di contrastare facilmente la pioggia di ferri di cavallo che quest'ultimo gli lancia contro. Braccio di Ferro riesce infine a usare i ferri di cavallo per creare una catena, forgiando anche un'ancora, che servirà a sconfiggere e trattenere il bullo. Olivia bacia Braccio di Ferro e appende a Bluto privo di sensi un cartello con la scritta "Non si cerca più aiuto".

## Distribuzione

### Edizione italiana
L'unico doppiaggio italiano conosciuto fu realizzato dalla C.R.C. per la trasmissione del corto sulle reti Rai a metà anni 1990. Non essendo stata registrata una colonna internazionale, fu sostituita la musica presente durante i dialoghi.

### Edizioni home video
Il corto fu pubblicato in DVD-Video in America del Nord il 31 luglio 2007 nel primo disco della raccolta Popeye the Sailor: Volume One.